# Not in my back yard (Voerman)

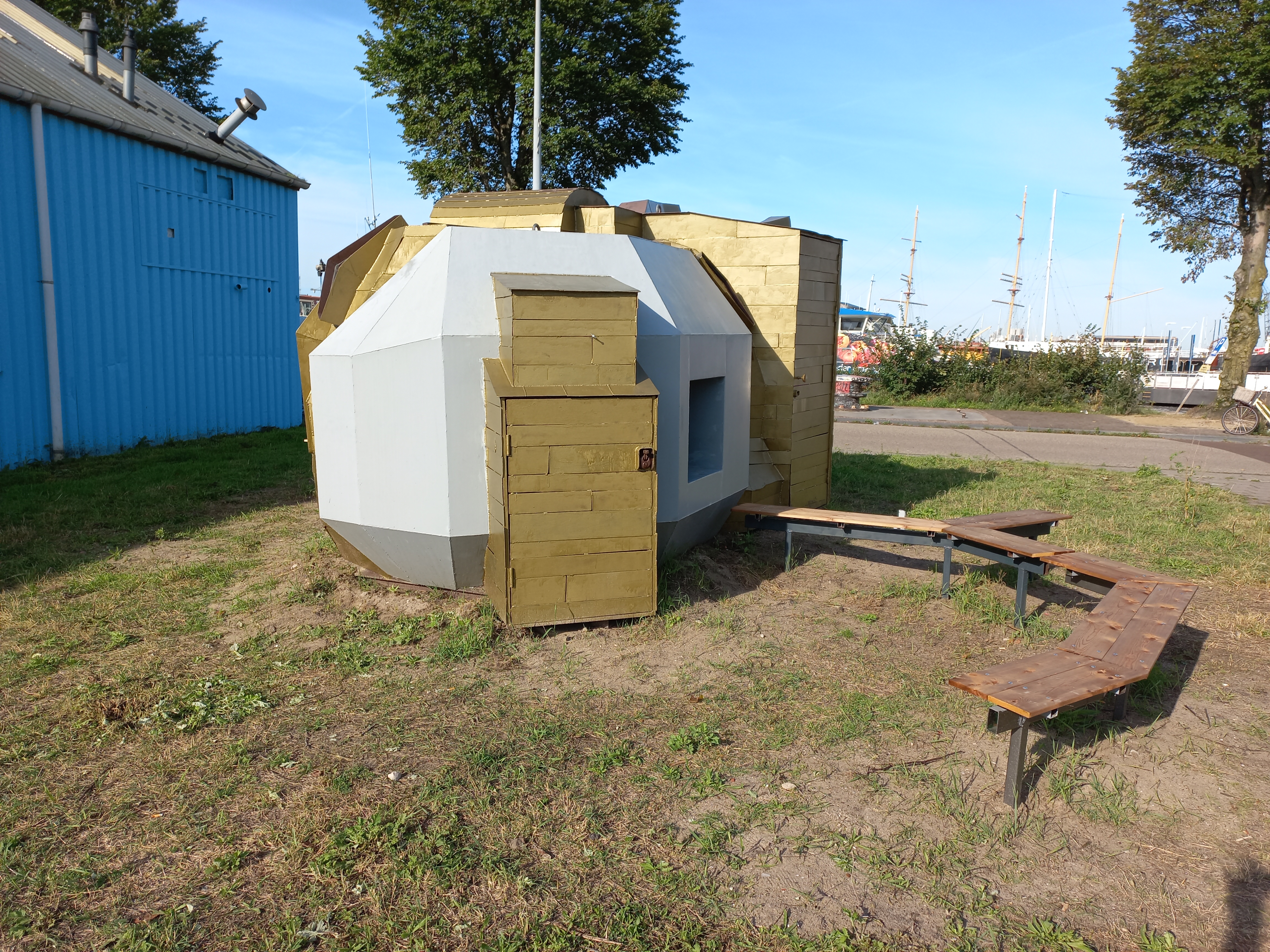
Nimby op NDSM (september 2023)

Not in my back yard (Nimby) was een kunstwerk in Amsterdam-Zuidoost.

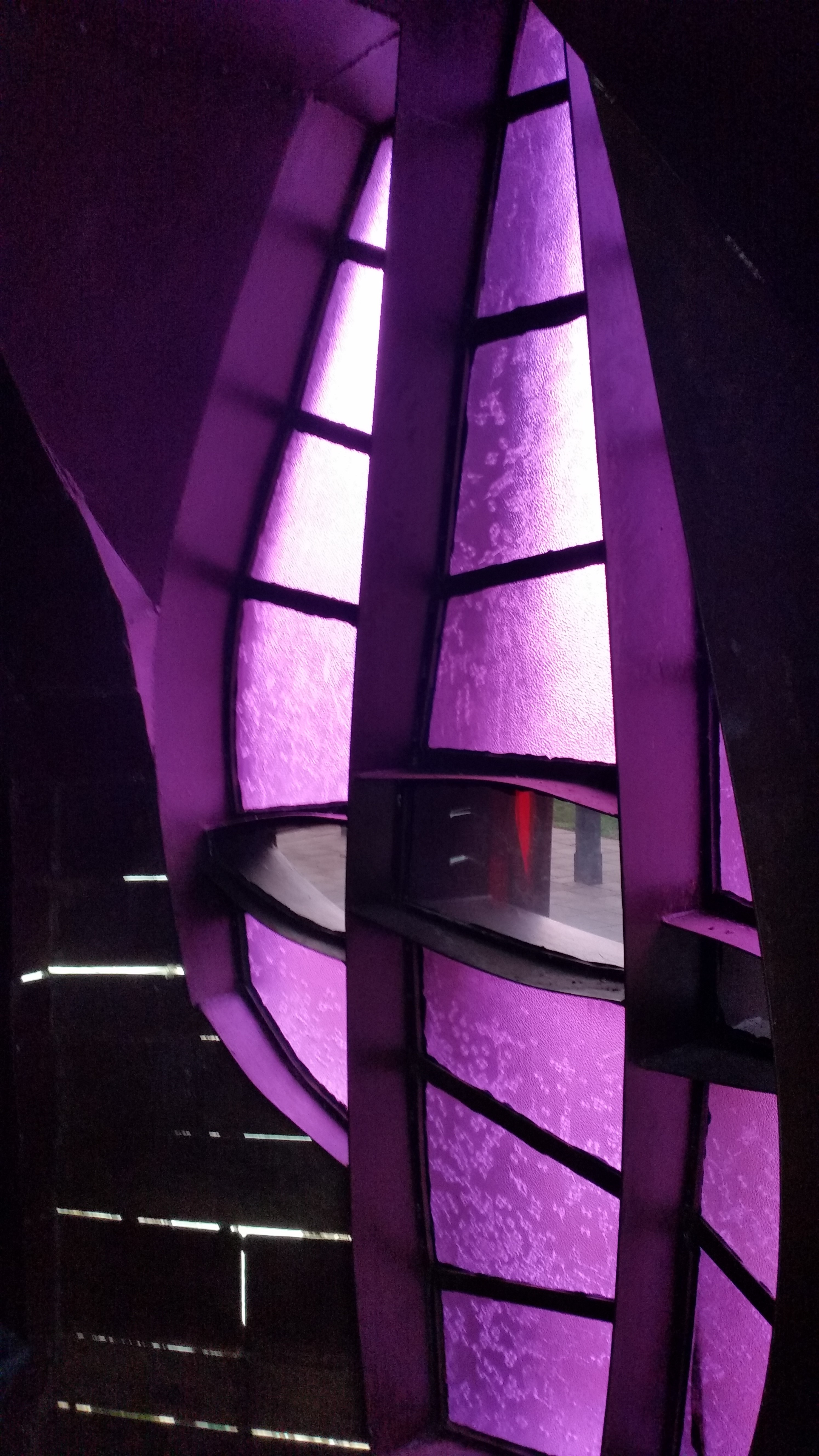
Raam van kerk of nachtclub?

Het is een creatie van Rob Voerman, dat specifiek voor Amsterdam Zuidoost is gemaakt en wel voor een in 2009 gehouden biënnale. Het bestaat uit een combinatie van staal, glas en polycarbonaat. Na die biënnale verhuisde de installatie tijdelijk naar Brachen-Siedlung te Essen waar een cultuurfestival werd gehouden; het werd toen even uitgebreid met stoelen en een buitenbar. De kunstenaar wilde een multifunctionele ruimte scheppen; een combinatie van schuur, nachtclub, kerk en bar, maar vooral ook een gebouwtje waarbij de gebruiker zelf het gebruik kan bepalen. De kunstenaar vond de Bijlmermeer als leefgebied te veel ingeregeld.
Sinds 2011 stond het kunstwerk van 270 bij 290 bij 500 centimeter op het terrein van het Academisch Medisch Centrum, dat er zelf niet alleen een schuilplek in ziet voor naderend onheil, maar ook (inclusief omgeving) een ontspanningsruimte.
Nimby bleek tevens een voorspelling over het beeld zelf. Vanaf augustus 2023 stond het opgesteld op het NDSM-plein, de kunstenaar meldde op zijn homepage, dat hij nog een plek voor het kunstwerk zocht vanaf april 2024. Het bouwwerk was in 2025 in het Odapark in Venray. Op het NDSM-terrein werd het opgevolgd door het NDSM Lusthof.  